# Dom Pomocy Społecznej im. Tadeusza Piekarza w Harbutowicach
Dom Pomocy Społecznej im. Tadeusza Piekarza w Harbutowicach – dom pomocy społecznej dla osób dorosłych niepełnosprawnych intelektualnie powstały w 1993 r. w Harbutowicach.

## Historia

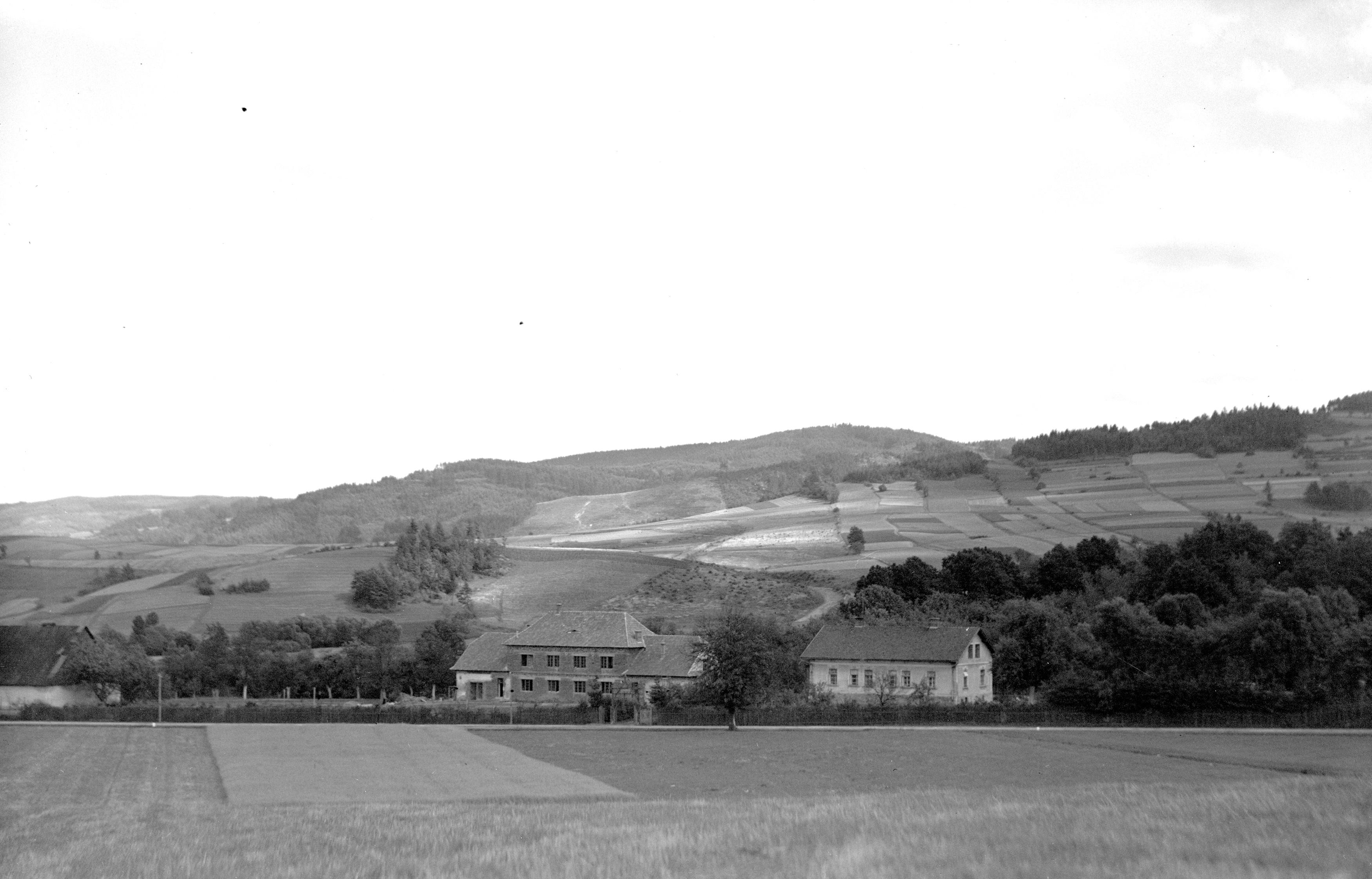
Widok na budynki kolonijne

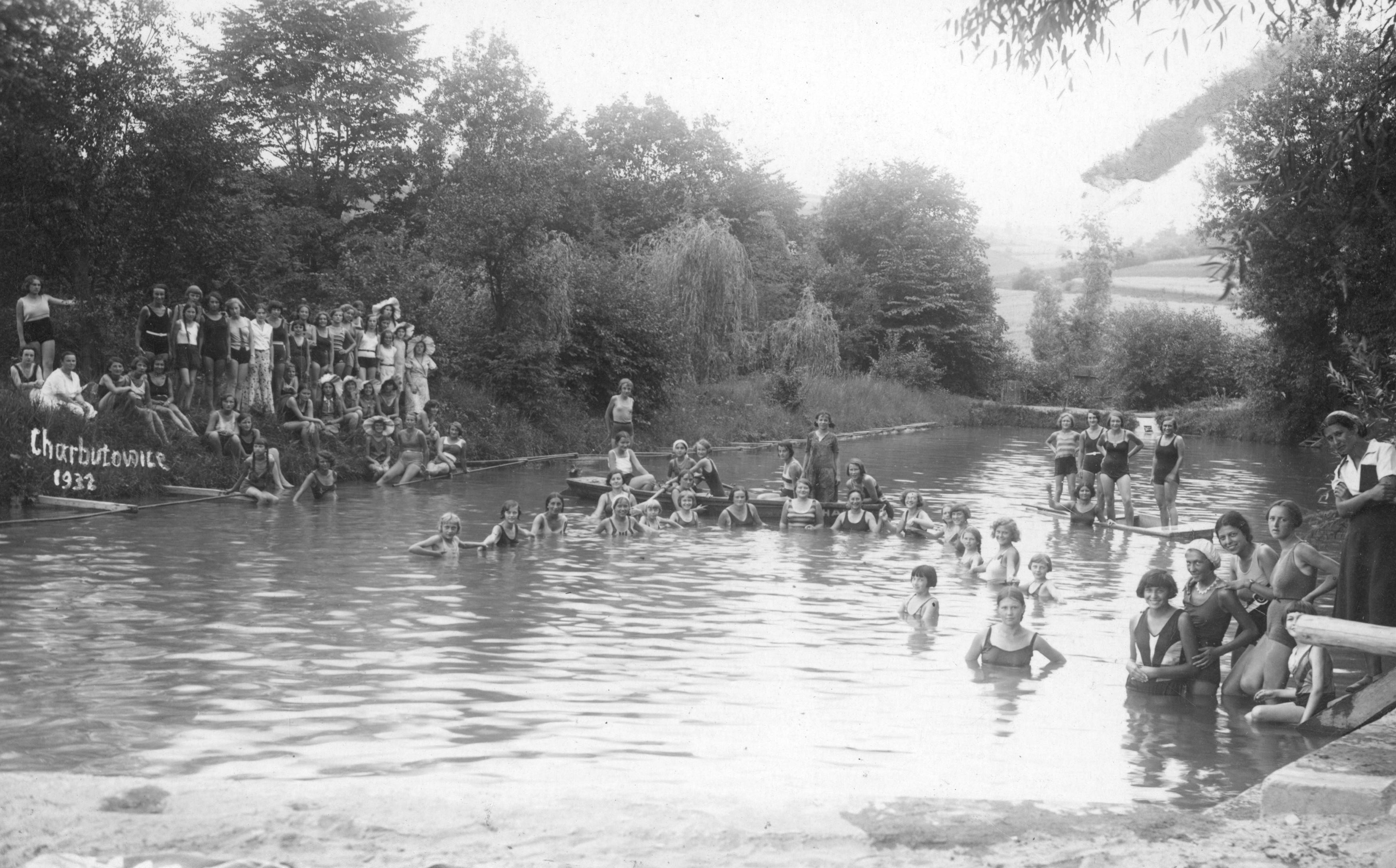
Kolonistki w 1932 r.

Teren zajmowany obecnie przez DPS był przez okres zaborów posiadłością rodziny Lewakowskich. Dwór tej rodziny mieścił się w Izdebniku. Na terenie Harbutowic prowadzone było wyspecjalizowane gospodarstwo ze stawem, hodowlą zwierząt i przetwórstwem rolnym. Kłopoty finansowe Lewakowskich spowodowały konieczność sprzedania dóbr harbutowickich. W 1923 r. Jakub Lewakowski sprzedał budynki podworskie z przyległościami i stawem mieszczanom krakowskim. Staraniem dyrektora Żeńskiego Gimnazjum i Liceum nr X im. Królowej Wandy w Krakowie – Gustawa Leśnodorskiego powstało Stowarzyszenie Kolonii i Wypoczynku Dzieci i Młodzieży w Harbutowicach (do dziś mieszkańcy na to miejsce mówią „kolonia”). Z ośrodka korzystały też uczennice VII Liceum Ogólnokształcące im. Zofii Nałkowskiej w Krakowie. W lecie i w zimie odbywały się tu kolonie w czasie przerwy szkolnej. W czasie roku szkolnego oddziały Gimnazjum spędzały w Harbutowicach dwa tygodnie, wraz ze zmieniającym się gronem profesorskim. Ucząc się, korzystały jednocześnie ze świeżego powietrza, górskich spacerów, łódek na stawie (dziś staw osuszony) i innych przyjemności. W czasie wojny Stowarzyszenie zawiesiło swoją działalność a majątek jego dostał się pod administrację Generalnego Gubernatora. W 1945 r. utworzono tu sierociniec Dom Małych dla dzieci z Warszawy, Lwowa i rosyjskich uwolnionych z obozu w Oświęcimiu. W 1956 r. Stowarzyszenie Kolonii i Wypoczynku zostało odgórnie rozwiązane, a majątek przekazany Związkowi Nauczycielstwa Polskiego na cele szkoleniowo-wypoczynkowe. Od 1991 r. działał tu ośrodek Biura Turystyki ZNP Logos. W roku 1993 ZNP sprzedał Ośrodek Wypoczynkowo Szkoleniowy w Harbutowicach Wojewodzie Krakowskiemu Tadeuszowi Piekarzowi na potrzeby Domu Pomocy Społecznej. W 2005 r. jego imieniem nazwno DPS.

## Opis
Obecnie dyrektorem obiektu jest Agnieszka Lis. DPS na stałe zamieszkuje ok. 75 osób.
Na terenie 2,65 ha znajdują się dwa budynki, parking oraz rozległy obszar dawnego park dworskiego wpisanego do Gminnej Ewidencji Zabytków (oznaczenie H8). W budynku A mieszczą się trzy oddziały mieszkalne, administracja, kuchnia wraz z stołówką, magazyny i pracownie terapeutyczne. Natomiast budynek B pełni funkcję Warsztatów Terapii Zajęciowej i jednego oddziału mieszkalnego.
Przy DPS-ie działa Stowarzyszenie Wspomagania Osób Niepełnosprawnych „KOLONIA” wpisane do KRS pod numerem 0000039520.

## W kulturze
Zofia Kucówna w swoich książkach często wspominała młodzieńcze pobyty w tym miejscu. W Zdarzeniach potocznych nazywa dom kolonijny „Wielką Republiką Harbutowicką”, która została proklamowana przez młode, piękne dziewczyny.